# 勒迪克 (密蘇里州)
勒迪克（英語：Leduc）是位於美國密蘇里州加斯科內德縣的鬼鎮。

## 歷史
勒迪克的郵局於1875年設立，其後於1895年停運。

## 地理
勒迪克所處的海拔為高於海平面271米（即889英呎），而該地所採用的時區為UTC-6，即北美中部時區（CST）。同時該地設有夏令時間，為UTC-6調快一小時，即UTC-5（CDT）。